# Yusvinsky (huyện của Perm)
Huyện Yusvinsky (tiếng Nga: ? райо́н) là một huyện hành chính tự quản (raion), của Vùng Perm, Nga. Huyện có diện tích 3138 kilômét vuông, dân số thời điểm ngày 1 tháng 1 năm 2000 là 27300 người. Trung tâm của huyện đóng ở Yus'va.